# うた!パラダイス
『うた!パラダイス』は、2000年1月17日から同年3月13日までテレビ東京系列局と系列外の岐阜放送で放送されていたテレビ東京製作の歌謡番組である。全8回。放送時間は毎週月曜 19:00 - 19:50 （日本標準時）。

## 概要
懐かしい歌の数々を紹介していた番組で、竹下景子とモト冬樹が司会を務めていた。後の『うた世紀ベストテン』と『名曲ベストヒット歌謡』の母体となった。

## 司会
- 竹下景子
- モト冬樹

## テーマ
1. CMソング特集
2. 男名と女名
3. 涙と太陽
4. 愛のかたち
5. バレンタインデー特集
6. '75ベストテン
7. 恋と別れ
8. 名曲特集